# جوزيف فيليبس (لاعب كريكت)
جوزيف فيليبس (بالإنجليزية: Joseph Phillips)‏ (22 أبريل 1840 في أستراليا - 7 مايو 1901 في أستراليا) هو لاعب كريكت أسترالي. لعب مع فريق فكتوريا للكريكت.

## وصلات خارجية
- جوزيف فيليبس على موقع إي آس بي آن كريك إنفو (الإنجليزية)